# Aeroportul Chiquimula
Aeroportul Chiquimula (IATA: CIQ) este un aeroport din Chiquimula⁠(d), Departamento de Chiquimula⁠(d), Guatemala ce deservește zona Chiquimula⁠(d). A fost numit după zona deservită.
Situat la o altitudine de 342 m, aeroportul dispune de o singură pistă.